# 西格贝特·霍恩
西格贝特·霍恩（德語：Siegbert Horn，1950年5月11日—2016年8月9日），德国男子皮划艇运动员。他曾代表东德参加1972年夏季奥林匹克运动会皮划艇比赛，获得男子单人皮艇激流金牌。